# Thomas Frei
Thomas Frei (født 19. januar 1985) er en schweizisk tidligere professionel cykelrytter. Thomas Frei blev i april 2010, taget for doping. Kørte sin foreløbig sidste sæson i 2012 på danske Christina Watches